# Протопопов, Вениамин Николаевич
Вениами́н Никола́евич Протопо́пов (5 февраля 1864 — 3 марта 1917) — генерал-лейтенант флота (с 1 января 1917 года).

## Биография
В 1884 году окончил Морское училище. Командовал миноносками № 80, № 90 (1891), миноносцем «Подвижный» (1905), пароходом «Колхида» (1906—1907), учебным судном «Князь Пожарский» (1907—1908), Свеаборгской флотской ротой (1908—1909).
Помощник командира (1909—1914), а затем командир (1914—1917) Свеаборгского порта.
Убит матросами в Свеаборге во время событий Февральской революции. Вместе с Протопоповым был убит шедший вместе с ним молодой инженер-кораблестроитель Л. Г. Кириллов.